# GRUB
GNU GRUB (de l'anglès GRand Unified Bootloader) és un gestor d'engegada desenvolupat pel Projecte GNU que té la missió deixar al usuari triar quin sistema operatiu volem engegar en aquell moment.

## Fases
Les fases són:
- Fase 1 boot.img (stage 1: S'executa l'IPL (Initial Program Loader) de GRUB que es troba a l'MBR.
- Fase 1.5 core.img (stage 1.5): Conté codi addicional i opcional de l'stage 1. Normalment es col·loca als primers sectors després de l'MBR, a la secció de compatibilitat de DOS situada a la primera pista del disc dur.
- Fase 2 /boot/grub (stage 2): La resta del codi. Mostra el menú de càrrega interpretant el fitxer de configuració /boot/grub/menu.lst. Normalment s'instal·la al sector d'engegada de la partició on hi ha instal·lat el Linux.